# Північні перехідні альпійські ліси
Північні перехідні альпійські ліси (ідентифікатор WWF: NA0521) — неарктичний екорегіон хвойних лісів помірної зони, розташований у Британській Колумбії на заході Канади.

## Географія
Екорегіон північних перехідних альпійських лісів розташований на північному заході Центральної Британської Колумбії. Він охоплює невелику область, яка є перехідною зоною між стрімкими Береговими хребтами на заході та більш пологими горами Омінека на сході. З геологічної точки зору основу регіону складають юрські та крейдові осадові породи. В екорегіоні спостерігається значний перепад висот від покритих льодовиками гір Гейзелтон та Скіна, які підіймаються на висоту 2500-2800 м над рівнем моря, до річкових долин Нассу та Скіни, розташованих на висоті до 750 м над рівнем моря. На заході екорегіону річкові долини широкі та пологі, однак на сході вони більш глибокі та стрімкі. В горах Скіна трапляються ділянки багаторічної мерзлоти.
На заході екорегіон переходить у тундру і крижані поля гір тихоокеанського узбережжя та у прибережні ліси материкової Британської Колумбії, на півночі — у ліси Північних Кордильєр, а на сході — у гірські ліси Центральної Британської Колумбії та у хвойні ліси Фрейзерського плато та басейну.

## Клімат
Клімат екорегіону значно відрізняється залежно від близькості до узбережжя Тихого океану. На заході регіону домінує вологий континентальний клімат (Dsb за класифікацією кліматів Кеппена), який характеризується теплим літом та холодною зимою, а на сході — субарктичний клімат (Dfc за класифікацією Кеппена), який характеризується прохолодним літом та холодною зимою. Середньорічна кількість опадів коливається від 2500 мм в долині річки Насс до 600 мм у внутрішніх долинах гір Балклі. Середня температура значно різниться залежно від висоти. Загалом влітку середня температура в регіоні становить близько 13 °C, а взимку — -9,5 °C.

## Флора
Основними рослинними угрупованнями екорегіону є хвойні ліси. В лісах, що ростуть у вологих передгір'ях та долинах, особливо на заході екорегіону, переважають велетенські туї (Thuja plicata) та західні тсуґи (Tsuga heterophylla), а у вологій нижній частині субальпійського поясу — гірські тсуґи (Tsuga mertensiana). У субальпійських лісах, особливо на сході регіону, домінують скручені сосни (Pinus contorta), ялини Енгельмана (Picea engelmannii) та субальпійські ялиці (Abies lasiocarpa). У високогір'ях поширена альпійська тундра, основу якої складають карликові чагарники з родини вересових (Ericaceae), осоки (Carex spp.) та гірські дріяди (Dryas octopetala).

## Фауна
Серед поширених в екорегіоні ссавців слід відзначити гризлі (Ursus arctos horribilis), барибала (Ursus americanus), звичайного лося (Alces alces), лісового карибу (Rangifer tarandus caribou), чорнохвостого оленя (Odocoileus hemionus), білохвостого оленя (Odocoileus virginianus), вовка (Canis lupus), звичайну лисицю (Vulpes vulpes), канадську рись (Lynx canadensis), звичайну росомаху (Gulo gulo), ільку (Pekania pennanti), американську куницю (Martes americana), американського горностая (Mustela richardsonii), смугастого скунса (Mephitis mephitis), американського борсука (Taxidea taxus), американського зайця (Lepus americanus), червону вивірку (Tamiasciurus hudsonicus), канадського голкошерста (Erethizon dorsatum) та сивого бабака (Marmota caligata). У важкодоступних субальпійських та альпійських районах зустрічаються барани Далла (Ovis dalli) та снігові кози (Oreamnos americanus), а на берегах річок — канадські бобри (Castor canadensis), канадські видри (Lontra canadensis), річкові візони (Neogale vison) та болотяні ондатри (Ondatra zibethicus).
Серед поширених в екорегіоні птахів слід відзначити білу куріпку (Lagopus lagopus), білохвосту куріпку (Lagopus leucura), канадську дикушу (Canachites canadensis), американського орябка (Bonasa umbellus), жовтобрового тетерука (Dendragapus obscurus), беркута (Aquila chrysaetos), віргінського пугача (Bubo virginianus), вогнистого-колібрі-крихітку (Selasphorus rufus), ялинового піві-малюка (Empidonax hammondii), західного піві-малюка (Empidonax difficilis), світлобрового віреона (Vireo gilvus), кордильєрського волоочка (Troglodytes pacificus), рудобрового квічаля (Ixoreus naevius), середнього блакитника (Sialia currucoides), гірську гаїчку (Poecile gambeli), світлокрилу гаїчку (Poecile atricapillus), західного пісняра-лісовика (Setophaga townsendi) та ялинового шишкаря (Loxia curvirostra). 

## Збереження
Близько 3,3 % площі екорегіону є заповідними територіями. Загалом близько 75 % території екорегіону є відносно незайманими. Природоохоронні території включають: Провінційний парк гір Бебін, Провінційний парк коридору річки Бебін та Провінційний парк Нінгунсо.